# Секуньяго
Секуньяго (итал. Secugnago) — коммуна в Италии, располагается в регионе Ломбардия, подчиняется административному центру Лоди.
Население составляет 1741 человек, плотность населения составляет 290 чел./км². Занимает площадь 6 км². Почтовый индекс — 20070. Телефонный код — 0377.
Покровителем коммуны почитается святой  Гауденций из Новары, празднование 22 января.